# Thomas Broich
Thomas Broich (29 januari 1981) is een Duitse voetballer.
De rechtsvoetige middenvelder begon bij ASV Rott/Inn in Beieren. In 2001 ging hij naar SV Wacker Burghausen waarmee hij promoveerde naar de 2. Bundesliga. Via Borussia Mönchengladbach kwam hij in 2006 bij 1. FC Köln terecht, waarmee hij promoveerde naar de 1. Bundesliga.